# Périgny-la-Rose
Périgny-la-Rose è un comune francese di 113 abitanti situato nel dipartimento dell'Aube nella regione del Grand Est.

## Società

### Evoluzione demografica
Abitanti censiti